# Moe Szyslak
Moe Szyslak é um dos personagens criados por Matt Groening para a série de animação The Simpsons (br: Os Simpsons / pt: Os Simpson). Sua primeira aparição foi no episódio Simpsons Roasting on an Open Fire.

## Informações ficcionais

### Biografia
Além de trabalhar na Taverna do Moe, o barman parece passar o resto do seu tempo no estande de tiro (ele é membro associado do Clube de Armas de Springfield) e jogando boliche. Moe é a principal vítima dos trotes que Bart passa por telefone.
Ele foi ator infantil no programa Our Gang nos anos quarenta. Moe era o garoto feio, e até hoje sofre por não ser bonito e já fez uma plástica no rosto, mas que voltou a ter mesma cara de sempre no final. Já admitiu ser russo, italiano e ultimamente neerlandês.

### Personalidade
Moe é um estereótipo de uma pessoa completamente fracassada na vida. Sempre que consegue alguma realização, ela é momentânea ou fraudada (como o Moe Flamejante, que na verdade era Homer Flamejante). Em vários episódios, o barman aparece tentando se matar, mas sempre, ironicamente, não consegue ter sucesso; tal ato é sua tradição de Natal. Sua vida é imensamente sofrida, mas pela sua personalidade fria, ele reluta em transparecer seus sentimentos. Não tem amigos exceto os bêbados que frequentam seu bar e nenhuma mulher se interessa por ele. A única vez que mostrou alguma compaixão foi quando virou babá de Maggie.
Moe se comporta como um dono de bar qualquer e quase sempre é visto empurrado. Moe vive apontando uma arma para quem pedir mais cervejas ou quando alguém tenta roubar ou assaltar seu bar. Frequentemente se mostra estressado em consequência dos trotes feitos por Bart.

### Família
Na 29.ª temporada da série, após várias piadas e explicações sobre sua família, finalmente foi revelado que Moe tem um pai chamado Morty e mais dois irmãos: Minnie e Marty. Sua família tem um negócio de vender camas e colchões, com franquias espalhadas por toda a Springfield. Moe e sua família estavam brigados, mas graças aos Simpsons, finalmente se perdoaram. Antes disso, o programa já havia apresentado várias histórias incoerentes sobre o passado de Moe, até mesmo que ele podia ser filho do Yeti (Abominável Homem das Neves), no episódio Moe Goes from Rags to Riches.

## Papel emThe Simpsons

### Bar do Moe
Moe é o dono do bar "Moe's Tavern" (Taverna do Moe), aonde tem seus amigos Carl, Lenny Leonard, Homer Simpson e Barney Gumble, que continuamente se embebedam em seu pub. A quantidade escassa de fregueses (três ou quatro) em seu bar levanta dúvidas de como Moe conseguiu manter seu bar aberto durante tantos anos, já que seus esforços para transformar o lugar num restaurante familiar falharam por conta de sua raiva incontrolável. Por vezes, em alguns episódios, outros frequentadores aparecem no bar.